# Cantó de Masamet-Sud-Oest
El cantó de Masamet-Sud-Oest és un cantó francès del departament del Tarn, a la regió d'Occitània. Està enquadrat al districte de Castres i té 4 municipis. El cap cantonal és Masamet.

## Municipis
- Aigafonda
- Aussilhon
- Caucalièira
- Masamet

## Història
| Data d'elecció                           | Identitat     | Partit        | Qualitat |
| ---------------------------------------- | ------------- | ------------- | -------- |
| 1985-1998                                | Pierre Balfet | Divers droite |          |
| 1998-                                    | Didier Houlès | PS            |          |
| les dades anteriors no són pas conegudes |               |               |          |
|                                          |               |               |          |